# ترل راونسکرافت
ترل راونسکرافت (انگلیسی: Thurl Ravenscroft؛ ۶ فوریهٔ ۱۹۱۴ – ۲۲ مهٔ ۲۰۰۵) یک خواننده، خواننده اپرا و صداپیشه اهل کشور ایالات متحده آمریکا بود. وی بین سال‌های ۱۹۴۰ تا ۲۰۰۵ میلادی فعالیت می‌کرد.

## قسمتی از فیلمشناسی (به عنوان صداپیشه)
- مری پاپینز
- توستر کوچولوی شجاع به مریخ می‌رود
- توستر کوچولوی شجاع
- رز ماری